# Héctor María Gutiérrez
Héctor María Cachi Gutiérrez (n. Pergamino, Provincia de Buenos Aires, 9 de abril de 1953) es un exdiputado Nacional y ex Intendente de la Ciudad de Pergamino perteneciente a la Unión Cívica Radical.

## Carrera política
Héctor María "Cachi" Gutiérrez es abogado. Durante su juventud fue Secretario General de la Mesa Nacional de la Franja Morada (rama estudiantil del Partido Unión Cívica Radical).
Fue concejal de la ciudad de Pergamino por la Unión Cívica Radical entre 1983 y 1986, Subsecretario de Educación de la Nación entre 1986 y 1989, Subsecretario de Relaciones Institucionales del ministerio de Educación y Justicia de la Nación, diputado provincial por la provincia de Buenos Aires por la Unión Cívica Radical entre 1993 y 1997 y vicepresidente de la comisión de Educación de la Cámara de Diputados de la Provincia de Buenos Aires. Luego, en 1999 lidera la propuesta local de la Alianza y obtiene la Intendencia de la Municipalidad de Pergamino por primera vez.
Fue elegido intendente de Pergamino en 1999 y reelegido en tres oportunidades: 2003, 2007 y 2011 por la Coalición Cívica ARI. En octubre de 2013 accede a una banca en la Cámara de Diputados de la Nación por el Frente Progresista Cívico y Social, con mandato hasta 2017.
También fue relacionado con un escándalo en un local bailable de Pergamino donde se hallaron menores en situación de explotación sexual. En el año 2009, “Cachi” Gutiérrez se vio envuelto en un escándalo cuando se vio involucrado en una denuncia sobre presuntos vínculos con empresarios de la noche, que presuntamente regenteaban prostíbulos en la zona. Esa denuncia hizo que no pudiera ser candidato a diputado nacional, algo que finalmente logró concretar cuatro años más tarde.
Por esta causa de trata de blancas que sacudió la armonía de la localidad, el intendente tuvo que dar explicaciones ante el Concejo Deliberante, interpelación que terminó en escándalo por la presencia de una barra brava allegada al intendente. Héctor Cachi Gutiérrez fue acusado por la religiosa Marta Pelloni de ser "el primer consumidor de sexo de menores en el prostíbulo Spartacus". las denuncias fueron acompañadas por la Red Nacional Alto al Tráfico, Trata y explotación sexual comercial de niños, niñas y adolescentes.